# گوکچه‌بی
گوکچه‌بی (به ترکی استانبولی: Gökçebey) شهری است در کشور ترکیه که در استان زنگولداغ واقع شده‌است. جمعیت این شهر بر اساس سرشماری سال ۲۰۰۸ میلادی ۷٬۳۷۶ نفر و بر اساس برآوردهای سال ۲۰۰۹ میلادی ۷٬۲۷۳ نفر می‌باشد.